# 구라마구치역
구라마구치역(일본어: 鞍馬口駅, くらまぐちえき)은 일본 교토부 교토시 가미교구에 있는 교토 시영 지하철 가라스마 선의 역이다. 역 번호는 K05이다.

## 역 구조
섬식 승강장 1면 2선의 지하역이다. 개찰구는 1곳만 설치되어 있다.

### 승강장
| 1 | ○ 가라스마 선 | 가라스마오이케・시조・교토・다케다・긴테쓰나라 방면 |
| 2 | ○ 가라스마 선 | 기타오지・고쿠사이카이칸 방면                       |

## 역 주변
- 가미고료 신사
- 국도 제367호선
- 구라마구치도리
- 혼포지
- 다도 자료관
- 교토 구라마구치 의료 센터 건강 관리 센터
- 클레이 교토 본사(교토 연구소)
- 교토 부립 세이메이 고등 학교

## 역사
- 1981년 5월 29일: 영업 개시.
- 2007년 4월 1일: PiTaPa 공용 개시.